# Милунка Савић
Милунка Савић Глигоревић (Копривница, 1890. или 28. јун 1892 — Београд, 5. октобар 1973) била је српска јунакиња Балканских ратова и Првог светског рата, наредник у Другом пуку српске војске „Књаз Михаило“, као и жена са највише одликовања у историји ратовања. Рањавана је у борбама девет пута, а због неизмерне храбрости Французи су је прозвали „српска Јованка Орлеанка“.

## Биографија
Рођена је 1890. године или 28. јуна 1892. године како пише у њеној чланској карти удружења резервних војних старешина, у селу Копривница код Јошаничке Бање у Старој Рашкој, од мајке Данице и оца Раденка, као најстарије дете. Имала је две млађе сестре Миону и Славку и брата Милана. Мада је израсла у лепу, стаситу девојку, удаја је није занимала. Када је по објављивању Указа о мобилизацији 30. септембра / 3. октобра 1912. године, и дошло до масовног одзива, Милунка је одлучила да се пријави на једном од мобилизационих зборишта у Београду. Регистровала се под именом Милун Савић.
У Балканским ратовима 1912. године и 1913. године борила се преобучена у мушкарца. Њен пол је открило болничко особље, после рањавања у Брегалничкој бици, скоро годину дана после приступања српској војсци.
У Првом светском рату, такође се пријавила као добровољац. Примили су је Војвода Путник и Краљ Александар - који ју је одредио у Други пук. Била је део „Гвозденог пука“, најелитнијег Другог пука српске војске „Књаз Михаило“. У овом пуку, осим ње, борила се и Шкотланђанка Флора Сандс. Милунка се истакла као бомбаш у Колубарској бици. Ту је, за вишеструко херојство, добила Карађорђеву звезду са мачевима. У јесен 1915. године у Македонији је тешко рањена у главу и тако повређена се повлачила преко Албаније. После неколико месеци опоравка вратила се на Солунски фронт, где је учествовала у биткама, на лето и јесен 1916. године. Ту се истакла у бици на Кајмакчалану, у окуци Црне реке, када је „гвоздени пук“ био прикључен 122. француској колонијалној дивизији. Тада је заробила 23 бугарска војника.

Ми смо певали кад' нам је било најтеже, запевали смо када су нас француске лађе пребацивале из Албаније на Крф, а били смо живи лешеви. Француски морнари и официри су плакали слушајући нас, и говорили су: Какав диван народ. Певали смо кад' смо умирали на оству Крфу и Виду, певали смо када смо гинули на Солунском фронту...

— Милунка Савић
Добила је многа одликовања, међу којима и два француска ордена Легије части и медаљу „Милош Обилић“. Једина је жена на свету која је одликована француским орденом Ратни крст са златном палмом.
Након рата и формирање нове државе Краљевине СХС/Југославије борави са војном службом у Мостару. Тамо упознаје у војсци осам година млађег Вељка Глигоријевића за којег се убрзо удаје. Након демобилизације, 1920. године, Милунка као војни ветеран и Солунац добија од државе по закону имање од осам јутара земље у Степановићеву крај Новог Сада. Ово насеље је формирано доделом земље војним ветеранима. У овом насељу, Милунка је на свом имању сазидала кућу а 1924. године са супругом Вељком добија кћерку Милену.
Због несугласица, њен брак са Вељком се распада и она се по разводу 1929. године сели у Београд где добија посао у једној од најмоћнијих финансијских институција Краљевине Југославији. У питању је тадашња Хипотекарна банка, бивша Управа фондова Краљевине Србије, у чијој велелепној згради се данас налази Народни музеј у Београду. Пошто није имала школе и стручне спреме, добила је једини посао који је могла да обавља, а то је посао спремачице кога се као часна жена не само није стидела, већ га је врло савесно обављала. Напредовала је у служби и руководила је чистачицама зграде Хипотекарне банке, док је имала, одличну плату за то време и за такву врсту посла, која је била на нивоу једног лекара или инжињера. Треба имати у виду да је Милунка припадала генерацији жена са села које су од малих нога стицале радну навику и кондицију да обављају разноврсне кућне и пољске послове као и послове око марве.
Милунка је тада као самохрана мајка била у стању да сагради поново врло пристојну кућу на Вождовцу, недалеко од вождовачке цркве Светих цара Константина и царице Јелене, која се у то време такође гради. Тада су се на Вождовцу куповали плацеве и градили куће махом официри и државни чиновници.
Милунка има велики љубав према деци па се посвећено одлучује бави хуманитарним и хранитељским радом. Поред своје ћерке, усвојила је још три ћерке: Милку, коју је пронашла заборављену на железничкој станици у Сталаћу, Вишњу (1921—2004), своју сестру од ујака, рођену у позним годинама и Зорку, узету из сиротишта на далматинској обали, која је имала хендикеп, пошто је прележала менингитис. Вељко је имао посао у пошти. Касније је премештен у Бањалуку. Убрзо је запоставио породицу, а брак је био угашен.
Почетком 1920-их година за заслуге у рату, од државе је добила имање у Степановићеву, селу крај Новог Сада, где је подигла кућу и са сестром Славком обрађивала имање, док је брак са Вељком, западао у кризу, тако да је сама подизала четворо деце. Касније, у потрази за бољим животом, заједно са ћеркама је отишла за Београд, где је месецима покушавала да нађе посао. Становала је у Скадарској 33, усред Београда са три кћерке, са искљученом струјом, а ноћу је прела вуну.
На иницијативу њених сабораца, од 1929. запослили су је као чистачицу канцеларије директора, у Хипотекарној банци у Београду, где је провела највећи део свог радног века. Занемарена и од свих напуштена, пензију је стекла радећи. Одбила је понуду да се пресели у Француску и да добија француску војну пензију. Уместо тога, изабрала је да живи у Београду, где су људи брзо заборавили њене заслуге. За све то време ишколовала је и одгајила тридесеторо деце коју је доводила из свог родног села. Почетком 1936. је извештавано о њеној намери да се прикључи етиопској војсци у Абисинском рату.
Између два светска рата су је поштовали широм Европе. Позивали су је на прославе јубилеја, обиласке ратишта, полагање цвећа на гробове палих, а на сусрете с ратним друговима је одлазила у шумадијској народној ношњи, украшеној добијеним одликовањима.
Након рата, власт јој је 1945. године доделила пензију. Старост је провела у својој кући на Вождовцу, у друштву унука и у редовним сусретима са војним ветеранима. Скупштина града Београда доделила јој је, 1972. године, једнособан стан у насељу Браће Јерковић, на 4. спрату у згради без лифта. Годину дана касније, након три мождана удара, умрла је штрикајући (према исповести њеног унука) у том стану 5. октобра 1973. године. Породична кућа је продата 1974. године.
Сахрањена је на Новом гробљу, у Београду. Њени посмртни остаци пренети су из породичне гробнице у Алеју великана, 40 година након смрти, 10. новембра 2013. године.
Милунка Савић је најодликованија жена Првог светског рата.

## Ордење

### Домаћа одликовања
- Златна Карађорђева звезда са мачевима (1917)
- Златна Медаљa за храброст „Милош Обилић“
- Споменица на Први светски рат 1914—1918.
- Албанска споменица

### Инострана одликовања
- Орден Легије части 4. и 5. реда, Француска
- Ратни крст 1914—1918 са златном палмом, Француска

## Наслеђе
На њеној бившој кући на Вождовцу, у улици која данас носи њено име постављена је спомен-плоча. У Јошаничкој Бањи је 1995. године подигнут споменик у природној величини, вајара Љубише Манчића. Споменик Милунки Савић подигнут је и у Инђији. Године 2015. у родном селу Копривница реконструисана је Родна кућа Милунке Савић. Од 2016. У Јошаничкој Бањи и Копривници се крајем октобра одржава манифестација Дани Милунке Савић.
Удружење ратних добровољаца 1912—1918, њихових потомака и поштовалаца у Београду, Милунку Савић је прогласило за свог почасног члана. Радио-телевизија Србије је снимила документарни филм посвећен њој. Ауторка филма је Слађана Зарић, а режисерка Ивана Стивенс. Филм је премијерно приказан октобра 2013. године. У Дому војске у Београду направљена је и мултимедијална изложба, дело исте ауторке, која је приказана у септембру и октобру 2013. године.
Представа под називом Легија части — Милунка Савић, у режији Миленка Павлова, је премијерно изведена на сцени Академије 28 у Београду 28. јануара 2014. године. Главну женску улогу (Милунку) играла је Злата Нуманагић.
Поред Београда, у њену част, њено име носе улице и у Ваљеву, Зрењанину, Јагодини, Краљеву, Косјерићу, Крушевцу, Младеновцу, Нишу, Параћину, Шапцу, Свилајнцу, као и у Степановићеву и Јошаничкој Бањи. Године 2013, у Витановцу, насељеном месту града Краљева, основна школа добила је назив по Милунки Савић.
Амерички сајт „Listverse” уврстио је Милунку Савић на листу 10 највећих жена које су се бориле у неком од ратова током новије историје.
Меморијални комплекс са сталном изложбеном поставком посвећен Милунки Савић је отворен у октобру 2020. у Јошаничкој Бањи.
Њен лик се појављује у ТВ споту амбасаде САД у Србији 2022. године.
Шведска пауер метал група Сабатон посветила јој је песму под називом Lady of the Dark на свом албуму The War to End All Wars из 2022. године.

## Галерија
- Милунка на солунском фронту
- Фотографија Милунке Савић
- Копривница, кућа Милунке Савић
- Гроб у Алеји великана
- Поштанска маркица Србије из 2018
- Споменик Милунки Савић у Јошаничкој Бањи
- Споменик Милунки Савић у Инђији